# Хърватска партия на правата „Д-р Анте Старчевич“
Хърватска партия на правата „Д-р Анте Старчевич“ (на хърватски: Hrvatska stranka prava dr. Ante Starčević) е дясна националистическа политическа партия в Хърватия.
Основана е през 2009 година от група членове на Хърватската партия на правата, начело с Ружа Томашич, и носи името на общественика от 19 век Анте Старчевич. На изборите през 2011 година участва в коалиция с Хърватската чиста партия на правата, която получава 2,8% от гласовете и едно място в парламента, заето от Томашич. На изборите за Европейски парламент през април 2013 година партията е в коалиция с Хърватския демократичен съюз (ХДС), като Томашич получава най-голям брой преференциални гласове в листата и е избрана за евродепутат, но година по-късно напуска партията.
На парламентарните избори през 2015 година Хърватската партия на правата „Д-р Анте Старчевич“ отново е в коалиция с ХДС и други партии, която е първа с 33% от гласовете и партията получава 3 от 151 места в парламента. През 2016 година остава извън парламента.